# Limango

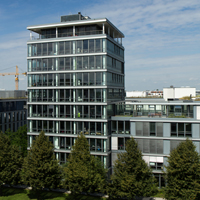
Hoofdkantoor limango München.

Limango is een van oorsprong in Duitsland  gevestigd e-commerce bedrijf en is gespecialiseerd in particuliere verkoop van kleding, schoenen en accessoires voor baby’s, kinderen en volwassenen. Het bedrijf is actief in vijf Europese landen. Het hoofdkantoor zetelt in München, Duitsland.

## Geschiedenis
Het bedrijf is opgericht in 2007 door Sven van den Bergh, Martin Oppenrieder en Johannes Ditterich als shoppingclub en maakt sinds 2009 deel uit van het Duitse handels- en servicegroep OTTO Group., een Duitse handels- en servicegroep. Vanaf 2013 is Limango geïntegreerd in de MYTOYS GROUP die ook onder de Otto Group valt. In januari 2010 nam Limango het Poolse bedrijf mybrands.pl over dat later limango.pl werd. Sinds 2011 is Limango actief in Nederland en vanaf 2016 in Frankrijk.

## Concept
Limango functioneert volgens het concept van een gesloten winkelgemeenschap, ook wel winkelclub of particuliere winkelclub genoemd, en is gericht op een commerciële online community. Ook kent het bedrijf een speciaal assortiment waartoe men alleen toegang krijgt via een eenmalige registratie op haar website of app. Deze speciale assortimentsgoederen zijn voornamelijk afkomstig van restvoorraden, overschotten, retourzendingen of uit voorgaande seizoenen.

## Omzet
De Limango winkelclub sloot het boekjaar 2018 af met een netto-omzet van 225 miljoen euro. Volgens deze gegevens kon de Otto-dochteronderneming uit München haar netto-omzet met 20 procent verhogen ten opzichte van het voorgaande jaar, nadat Limango in het voorlaatste boekjaar 2017 een netto-omzet van 188 miljoen euro had gerealiseerd.

## Distributie
Limango ontwikkelt samen met Rhenus (Rhenus Logistics) een managementcentrum op de site van Goleniów (Polen), inclusief magazijnen en speciale kantoren die worden toegevoegd aan de bestaande logistieke capaciteit. In 2016 kondigde Limango een samenwerking aan met Mondial Relay, Mondial Relay of Colissimo, Colissimo en de oprichting in januari 2017 van een logistiek netwerk in de regio Parijs om de leveringssnelheid te verbeteren, waarbij Frankrijk een van de belangrijkste markten voor het online-verkoopbedrijf is.